# AMX-10P
AMX-10P je francouzské obojživelné bojové vozidlo pěchoty, přijaté do služby v roce 1973 jako náhrada staršího typu AMX-VCI. Patří k první generaci bojových vozidel pěchoty. Do roku 1994 bylo vyrobeno více než 1800 vozidel AMX-10P, z toho 960 pro francouzskou armádu.

## Vývoj

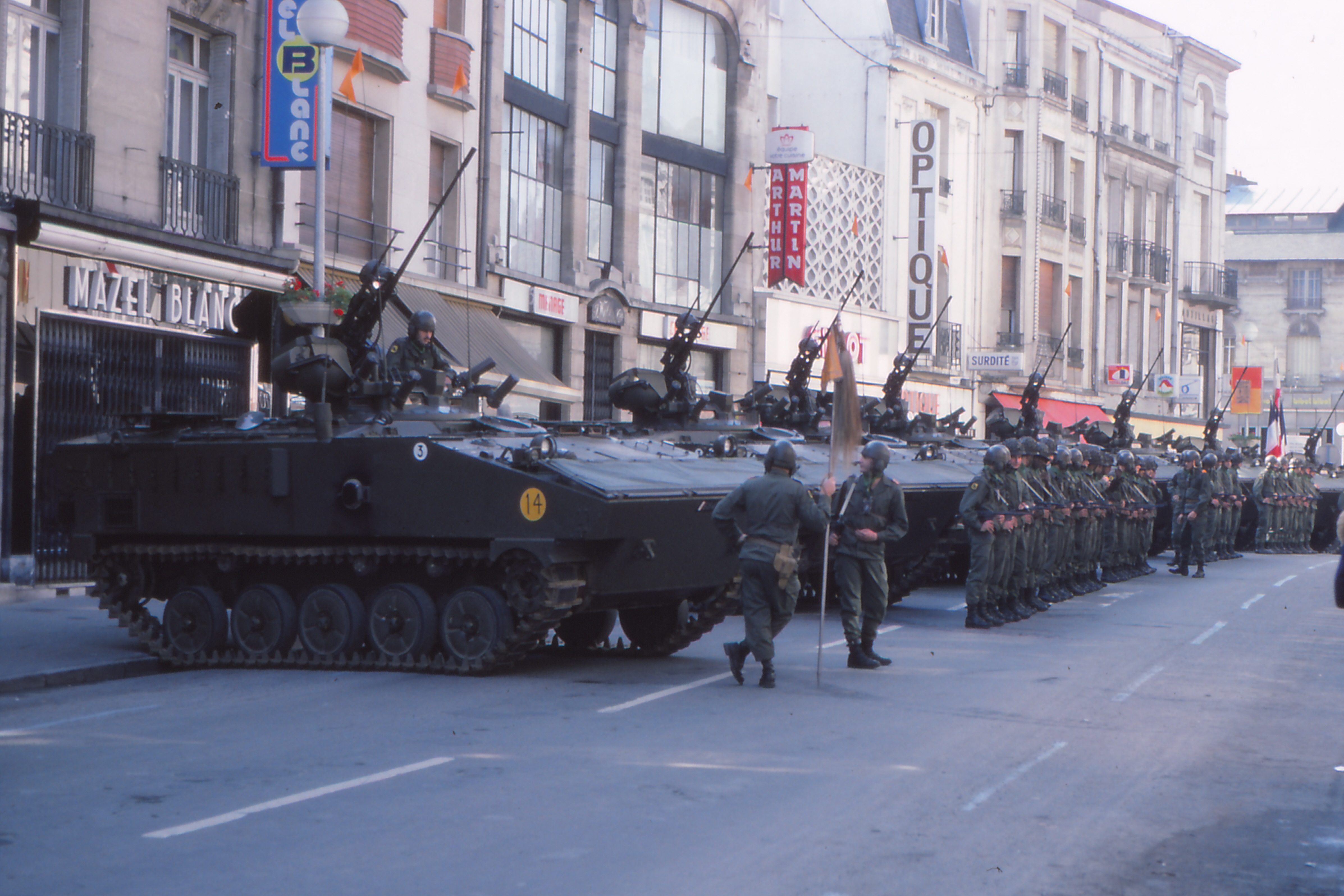
AMX-10P, Verdun, 1979

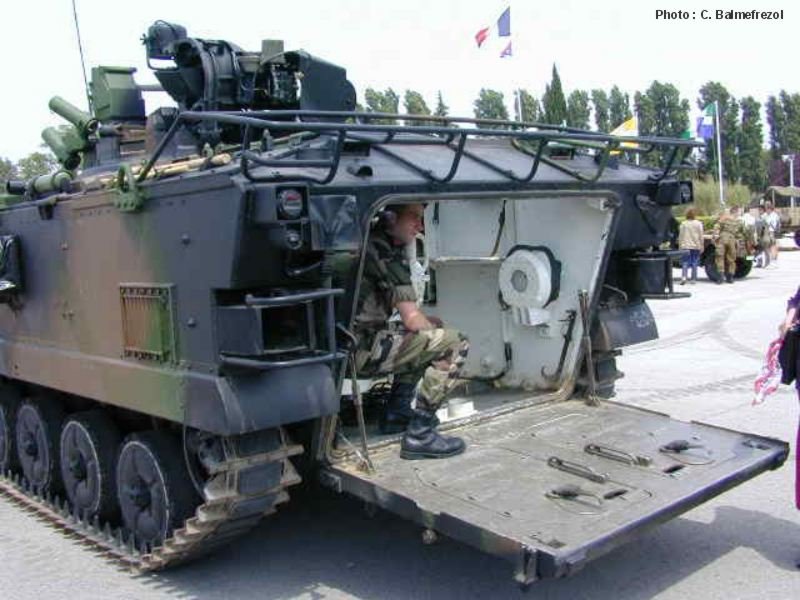
AMX-10P

AMX-10P byl vyvinut konstrukční kanceláří Atelier de Construction d'Issy-les-Moulineaux z koncernu GIAT jakožto reakce na požadavek francouzské armády na nové pásové bojové vozidlo, které by ve službě doplnilo a postupně zcela nahradilo zastarávající AMX-VCI (Véhicule de Combat d’Infanterie). AMX-VCI byl první francouzský poválečný obrněný transportér, využívající podvozek tanku AMX-13. Jeho nádraha měla být mimo jiné obojživelná. Vývoj AMX-10P byl zahájen roku 1964. V dubnu 1966 ministerstvo obrany schválilo specifikace nového typu. Jeho konstrukce vycházela z průzkumného obrněného vozidla ERAC. V roce 1967 byla dokončena jeho maketa.
První prototypy AMX-10P byly dokončeny v roce 1968 a následující rok si je prohlédli potenciální tuzemští i zahraniční zájemci. Od ledna 1969 do června 1970 byly prototypy testovány. Zkoušky zejména ukázaly, že přepravní prostor je příliš stísněný. Proto byla korba prodloužena, v místech výsadku zvýšena a opatřena o druhé zadní dveře.
Roku 1972 objednalo velení francouzské armády prvních osmdesát vozidel, jež byla o rok později zavedena do armády. V reakci na zavedení sovětského typu BMP-1 byla výroba AMX-10P zahájena ještě před zohledněním všech konstrukčních úprav u třetího prototypu. Během vývoje bylo dále upuštěno od instalace protitankových střel MILAN na boky věže. Prvních dvanáct vozidel převzala 7. mechanizovaná brigáda v Remeši. Od roku 2008 je ve službě nahrazován modernějším kolovým VBCI a k roku 2015 se již všechny AMX-10P nacházely mimo službu co se týká francouzské armády.

## Design

### Výzbroj a pancéřování

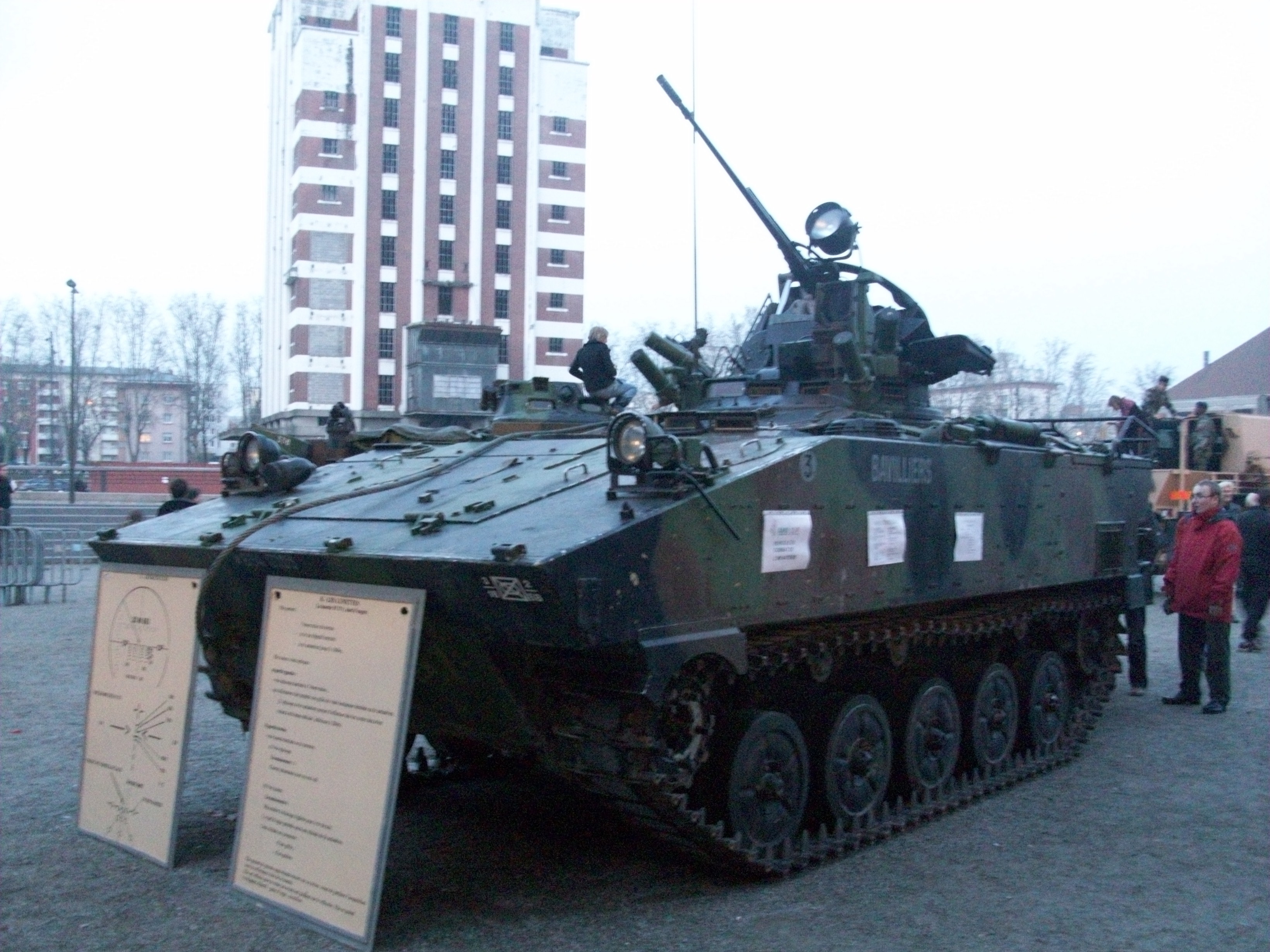
AMX-10P

Vozidlo v základní variantě disponuje dvoumístnou dělovou věží Toucan II s 20mm kanónem M963 F2 schopným penetrovat 20mm pancíř na vzdálenost 1000 m. Maximální dostřel děla činí 1 500 m. Sekundární výzbroj tvoří s kanónem spřažený 7,62mm kulomet FN-1. Dále může využít až deset přenosných protitankových řízených střel MILAN. Existují také varianty s 90mm kanónem exportované především do Singapuru a Indonésie.  
AMX-10P chrání pancíř schopný odolat střelám do ráže 14,5 mm včetně.

### Pohon
Obrněnec pohání dieselový osmiválcový vidlicový motor Hispano-Suiza HS-115 o výkonu 202 kW. Vozidlu umožňuje dojezd 600 km a maximální rychlost 65 km/h na silnici, resp. 7,5 km/h ve vodě.

## Verze
- AMX-10P – základní verze
- AMX-10P 25 – zesílená výzbroj s 25mm kanónem M811 (licenční Bushmaster)
- AMX-10PC (Poste de Commande) – velitelská verze
- AMX-10ECH (Échelon) – vozidlo technické pomoci
- AMX-10AMB (Ambulance) – ambulance
- AMX-10HOT – protitanková verze
- AMX-10EDC (Ecole De Conduite) – cvičné vozidlo
- AMX-10RATAC (RAdar de Tir de l’Artillerie de Campagne) – vozidlo pro průzkum a řízení dělostřelecké palby
- AMX-10SAO – vozidlo pro řízení dělostřelecké palby
- AMX-10SAT – vylepšená verze AMX-10SAO
- AMX-10VOA (Véhicule d’Observation d’Artillerie) – vozidlo pro řízení dělostřelecké palby
- AMX-10TM (Tracteur Mortier) – muniční vozidlo
- AMX-10 PAC-90 – vozidlo palebné podpory a lehký tank s 90mm kanónem Cockeril ve věži TS-90
- AMX-10P Marine – verze určená pro námořní pěchotu

## Uživatelé

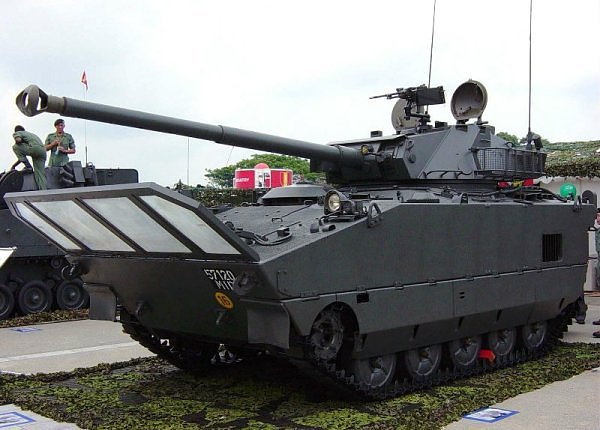
Varianta AMX-10P PAC 90 nacházející se ve výzbroji armád Singapuru a Indonésie.

### Současní
- Bosna a Hercegovina - 25 kusů
- Indonésie - 34 kusů[1]
- Irák - 100+ kusů.[1] Některá vozidla se v roce 2015 dočkala modernizace.
- Katar - 40 kusů[1]
- Maroko - 10 kusů[1]
- Saúdská Arábie - 570 kusů[1]
- Spojené arabské emiráty - 15 kusů

### Bývalí
- Francie – 960 kusů.[1]
- Řecko - 96 kusů[1]
- Singapur - 44 kusů[1]